# Яхновщина (Ленинградская область)
Яхновщина — деревня в Колчановском сельском поселении Волховского района Ленинградской области.

## История
Деревня Каменка упоминается на карте Санкт-Петербургской губернии А. М. Вильбрехта 1792 года.
На карте Санкт-Петербургской губернии Ф. Ф. Шуберта 1834 года обозначены две смежные деревни Яхновщина и Каменка и близ них усадьба Помещика Любачева.

ЯХНОВЩИНА — деревня принадлежит чиновнице 9 класса Тоузаковой, число жителей по ревизии: 23 м. п., 26 ж. п. (1838 год)

На карте Ф. Ф. Шуберта 1844 года отмечена деревня Яхновщина и усадьба Любочева.

ЯХНОВЩИНА — деревня титулярной советницы Тоузаковой, по просёлочной дороге, число дворов — 6, число душ — 18 м. п. (1856 год)

ЯХНОВЩИНА — деревня владельческая при реке Лынне, число дворов — 12, число жителей: 49 м. п., 38 ж. п.; Часовня православная. (1862 год)

В 1864—1865 годах временнообязанные крестьяне деревни выкупили свои земельные наделы у М. Е. Таузакова и стали собственниками земли.
В июне 1872 года в деревне случился большой пожар, сгорело 46 построек.

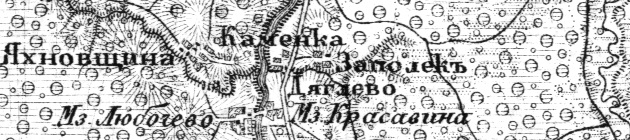
Деревня Яхновщина на карте Ф. Ф. Шуберта 1872 года

В конце XIX — начале XX века деревня административно относилась к Хамонтовской волости 2-го стана Новоладожского уезда Санкт-Петербургской губернии.
По данным «Памятной книжки Санкт-Петербургской губернии» за 1905 год деревня Яхновщина входила в Ежовское сельское общество, смежная с ней мыза Любичево площадью 1073 десятины, принадлежала наследникам купца Ивана Андреевича Тимофеева.
Согласно военно-топографической карте Петроградской и Новгородской губерний издания 1915 года близ смежных деревень Яхновщина и Каменка находилась мыза Любочево.
С 1917 по 1920 год деревня Яхновщина входила в состав Нивского сельсовета Хомонт-Колчановской волости Новоладожского уезда.
С 1921 года в составе Ежовского сельсовета Волховского уезда.
С 1927 года в составе Волховского района.
В 1928 году население деревни Яхновщина составляло 187 человек.
По данным 1933 года деревня  Яхновщина входила в состав Ежовского сельсовета Волховского района.
С 1946 года в составе Новоладожского района.
С 1954 года в составе Колчановского сельсовета.
В 1958 году население деревни Яхновщина составляло 125 человек.
С 1963 года в составе Волховского района.
По данным 1966, 1973 и 1990 годов деревня  Яхновщина также входила в состав Колчановского сельсовета.
В 1997 году в деревне Яхновщина Колчановской волости проживали 13 человек, в 2002 году — 10 человек (русские — 90 %).
В 2007 году в деревне Яхновщина Колчановского СП — 19, в 2010 году — 28 человек.

## География
Деревня расположена в центральной части района близ автодороги 41К-061 (Колчаново — Бор).
Расстояние до административного центра поселения — 10 км.
Расстояние до ближайшей железнодорожной платформы Георгиевская — 4 км.
Деревня находится на левом берегу реки Ширица при впадении её в реку Лынна.

## Демография
| 1838 | 1862 | 1997 | 2002 | 2007 | 2010 | 2013 |
| ---- | ---- | ---- | ---- | ---- | ---- | ---- |
| 49   | ↗87  | ↘13  | ↘10  | ↗19  | ↗28  | ↘22  |
| 2017 |      |      |      |      |      |      |
| ↘16  |      |      |      |      |      |      |

### Национальный состав
Согласно данным Всероссийской переписи населения 2021 года в деревне проживали 10 человек, из них:
 грузины — 6 человек, русские — 4 человека.